# Tuna

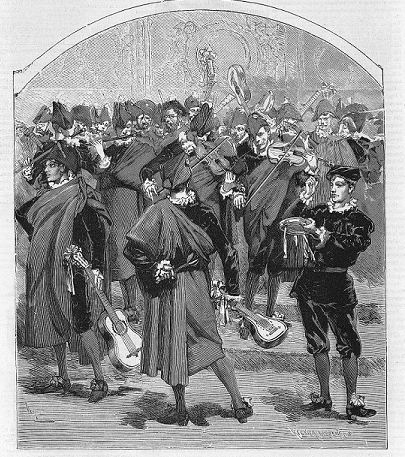
LEstudiantina Espagnola en 1878.

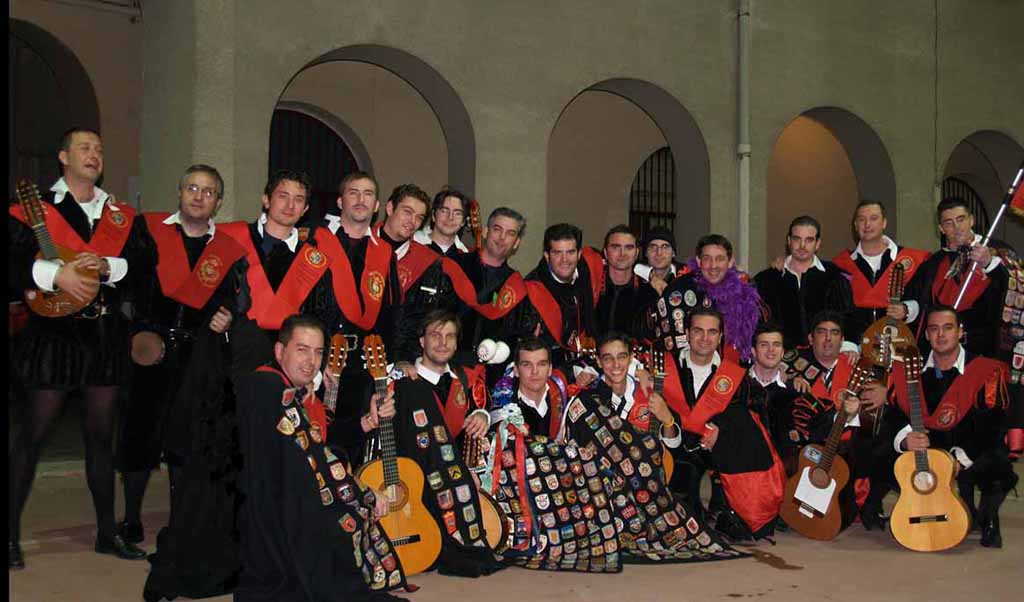
La Tuna de Derecho (Tuna de droit) d'Alicante en 2005.

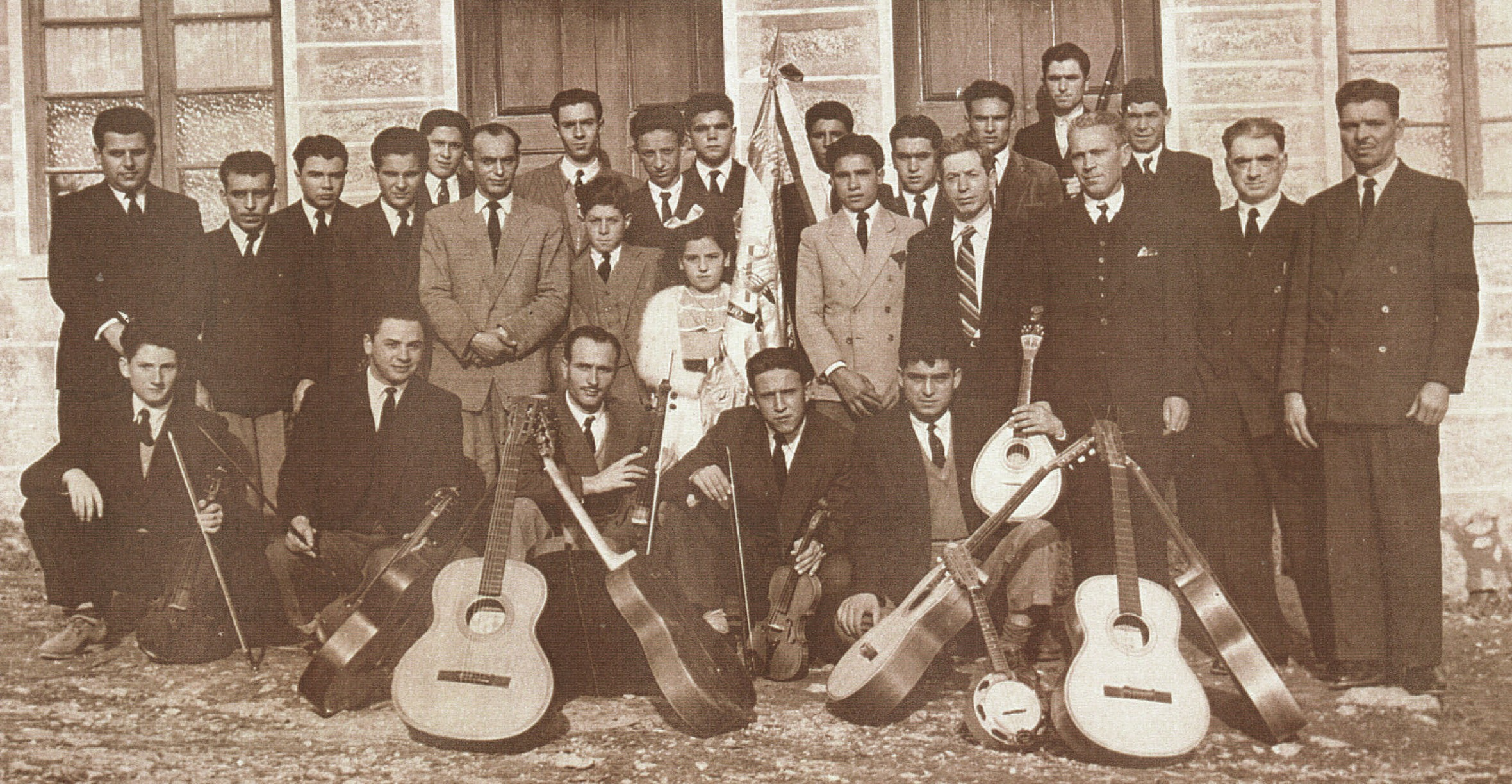
Une tuna portugaise non universitaire : la tuna de l’Associação Recreativa de Sequeirô en 1952.

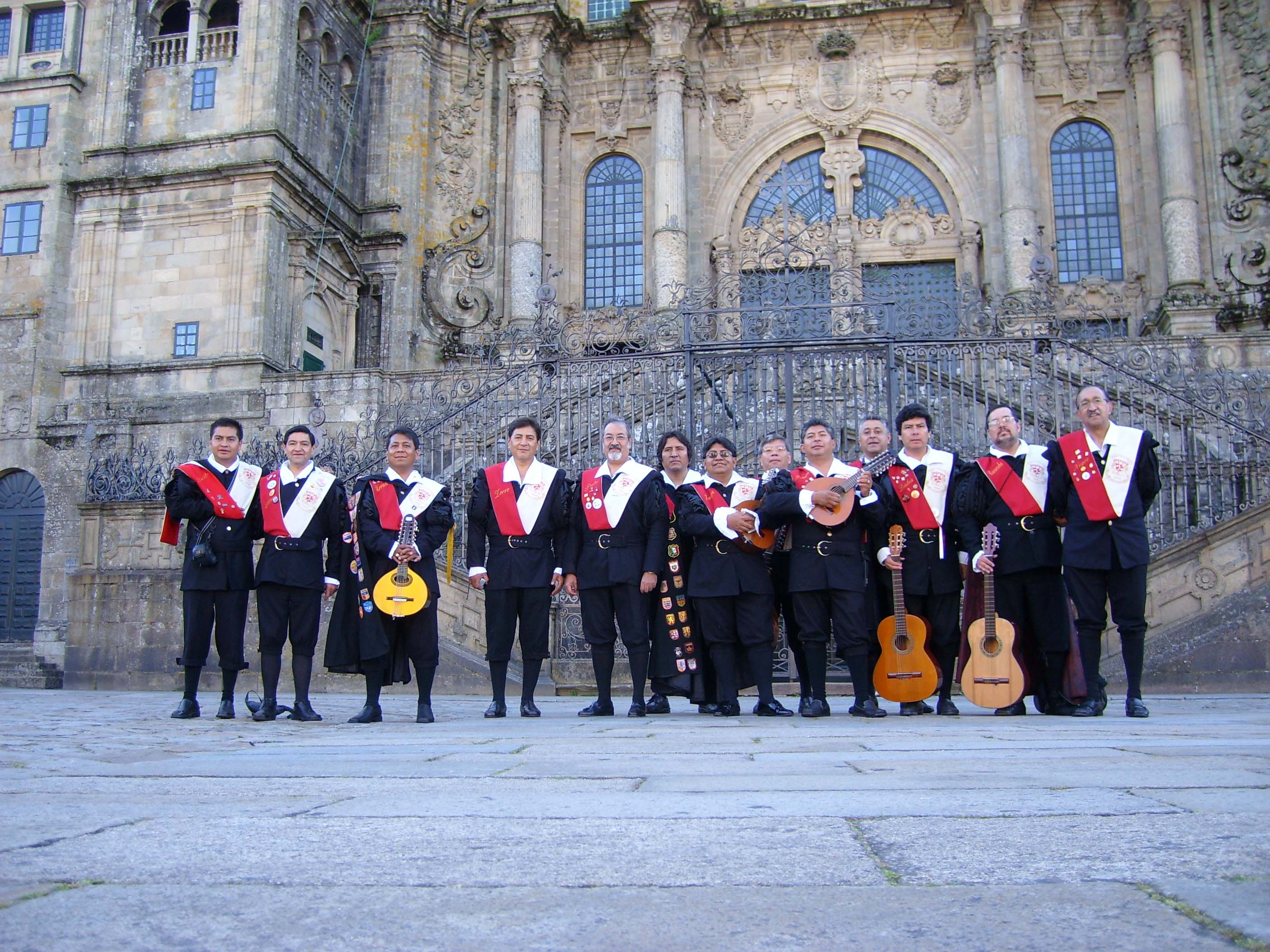
Une cuarentuna : la Paleotuna de la Facultad de Ingenieria de l'UNAM, en 2006 à Saint-Jacques-de-Compostelle.

Une tuna, estudiantina ou rondalla est un genre de société festive et carnavalesque, groupe musical traditionnel costumé qui existe dans les différentes régions de la péninsule Ibérique, en Espagne, au Portugal, dans les anciennes possessions coloniales espagnoles et portugaises, aux Pays-Bas, aux Philippines ou en Amérique latine et aux États-Unis, composé d'étudiants qui chantent des chansons en s'accompagnant avec des instruments de musique, le plus souvent des guitares.
En Catalogne, le nom traditionnel de ce genre de groupes est rondalla ou estudiantina. On les appelle rondalla aux Philippines.
Ces sociétés festives étudiantes sont les organisations sœurs de la Faluche, la Penne, la Calotte, des Ordini Goliardici (Ordres de la Goliardia), etc.
Une tuna peut aussi être non universitaire.
Il existe également des groupes de musiciens professionnels qui prennent le nom de tunas.
Le pluriel de tuna est tunas. Le membre d'une tuna est un tuno.
Les tunas sont traditionnellement masculines. Mais aujourd'hui existent aussi des tunas mixtes et des tunas femeninas : tunas féminines.
On appelait jadis les tunos des sopistas, littéralement des soupistes.
Les tunas formées d'anciens étudiants portent le nom de cuarentunas.
La notoriété des tunas est à l'origine de la naissance de nombreux orchestres amateurs de mandolines portant le nom d'estudiantinas.

## Origines

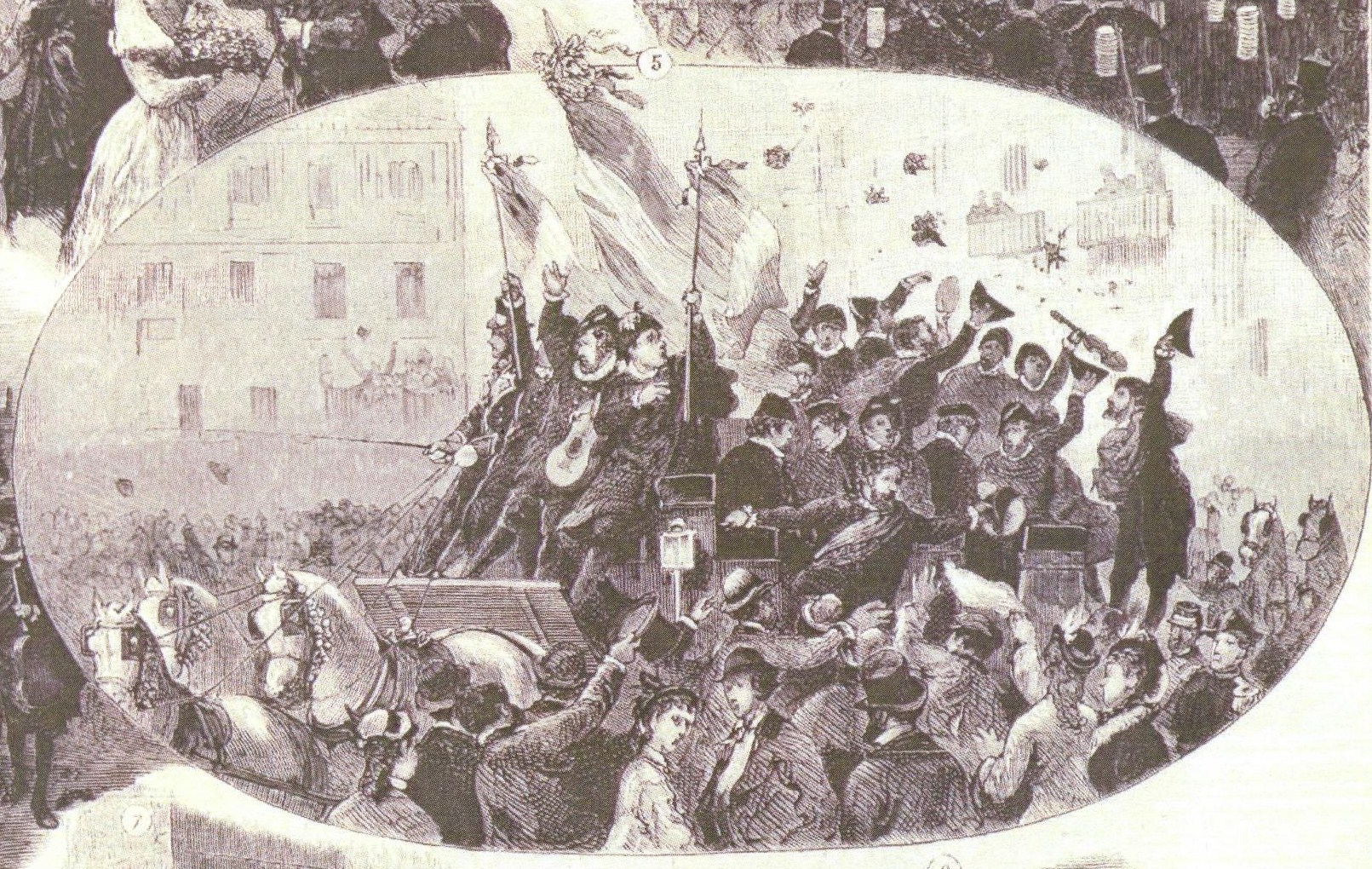
La foule parisienne acclame lEstudiantina Espagnola, tuna venue d'Espagne au Carnaval de Paris, le Mardi Gras 5 mars 1878.

On les trouve à Salamanque au début du XIVe siècle.
À l'époque il s'agit de groupes composés d'étudiants pauvres baptisés sopistas, récoltant de l'argent en chantant et faisant de la musique, et aussi cherchant à séduire les belles avec leurs sérénades.
Sopista, littéralement soupiste, fait allusion à la soupe (en espagnol : sopa) à laquelle les sopistas comptaient bien parvenir à accéder grâce au succès rencontré par leurs talents musicaux.
Au XVIIe siècle, les sopistas deviennent des tunos. Ce nom vient du français roi de Thunes, « roi de Tunis  », titre utilisé par le chef des mendiants au sein de la Cour des miracles à Paris.
Le nom du roi de Thunes est aussi à l'origine de la thune, une thune ou les thunes, termes argotiques français actuels désignant l'argent.

## Répertoire
De leurs origines à nos jours, les tunas ont utilisé des instruments populaires tels que : bandurria, luth, guitare et tambourin, instruments qui sont mentionnés dans le Libro de Buen Amor de Juan Ruiz (c. 1283 -. c. 1350).
Le répertoire est composé de chansons populaires.

## Tenues vestimentaires

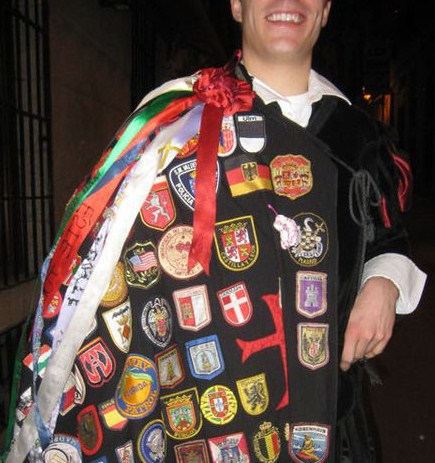
Rubans et cape de tuno.

Les vêtements du tuno sont inspirés de celui des étudiants ibériques des XVIe et XVIIe siècles[réf. nécessaire]. Il est appelé Grillo en espagnol (qui signifie criquet) ou traje en portugais (qui signifie « vêtement », au sens traditionnel) et se compose d'un manteau, pourpoint, beca, chemise, chaussettes, pantalons bouffants ou gregüescos et des chaussures ou des bottes.
- Le doublet : veste moulante qui est portée sur une chemise toujours blanche avec un col généreux.
- Les pantalons bouffants ou gregüescos : normalement courts et larges, finissant à mi-mollets.
- Les chaussures et les collants.
- La beca : en espagnol ce mot signifie aussi bourse, car cette beca vestimentaire était autrefois le signe de l'obtention d'une bourse d'études par le tuno qui la portait[8]. C'est une large bande avec une couleur d'identification de l'université à laquelle le porteur appartient. Il est porté en travers de la poitrine. Le sceau de l'université est brodé sur la beca, qui identifie l'école, faculté ou université à laquelle le tuno appartient. La beca est une distinction reçue des partenaires du tuno quand ils ont considéré que l'aspirant a atteint un degré suffisant d'expérience pour appartenir pleinement au groupe.
- Un vêtement important du tuno est le manteau : long et lâche, sans manches, ouvert devant et porté par-dessus les vêtements. Sur cette cape sont affichés les écussons et emblèmes des villes et des pays que le tuno a recueillis au cours de ses voyages dans le monde. Car les tunos traditionnellement voyagent beaucoup. Il porte également des rubans multicolores, cadeaux reçus en signe d'amour ou d'amitié.
- Les cintas (rubans) : longs rubans décoratifs de diverses couleurs qui sont censés avoir été offerts par des conquêtes amoureuses au tuno qui les porte.

À la différence des tunos espagnols, les tunos portugais portent un costume plus standard : pantalon noir, veste, cape et chaussures, chemise blanche et cravate noire. Les exceptions sont les traje des universités de l'Algarve (bleu au lieu du noir et avec un chapeau distinct, un clin d'œil à Henri le Navigateur) et du Minho (qui est plus comme les vêtements des tunos des différentes régions d'Espagne tels que décrits ci-dessus).
Aux Philippines les musiciens ne portent pas de costumes particuliers.

## Faire voler le manteau, danser
Une tradition des tunas consiste en ce que, durant le concert du groupe, un de ses membres fasse voler en tous sens son manteau tout en le retenant d'une main.
Un autre accompagnement consiste en ce qu'un des membres du groupe danse durant le temps où les autres jouent et chantent.
Ces deux types d'accompagnements peuvent par exemple se voir sur une vidéo de la Tuna de médecine de Grenade participant en 2015 au 7e Concours International des Tunas Diego de Siloé.

## Couleurs des becas

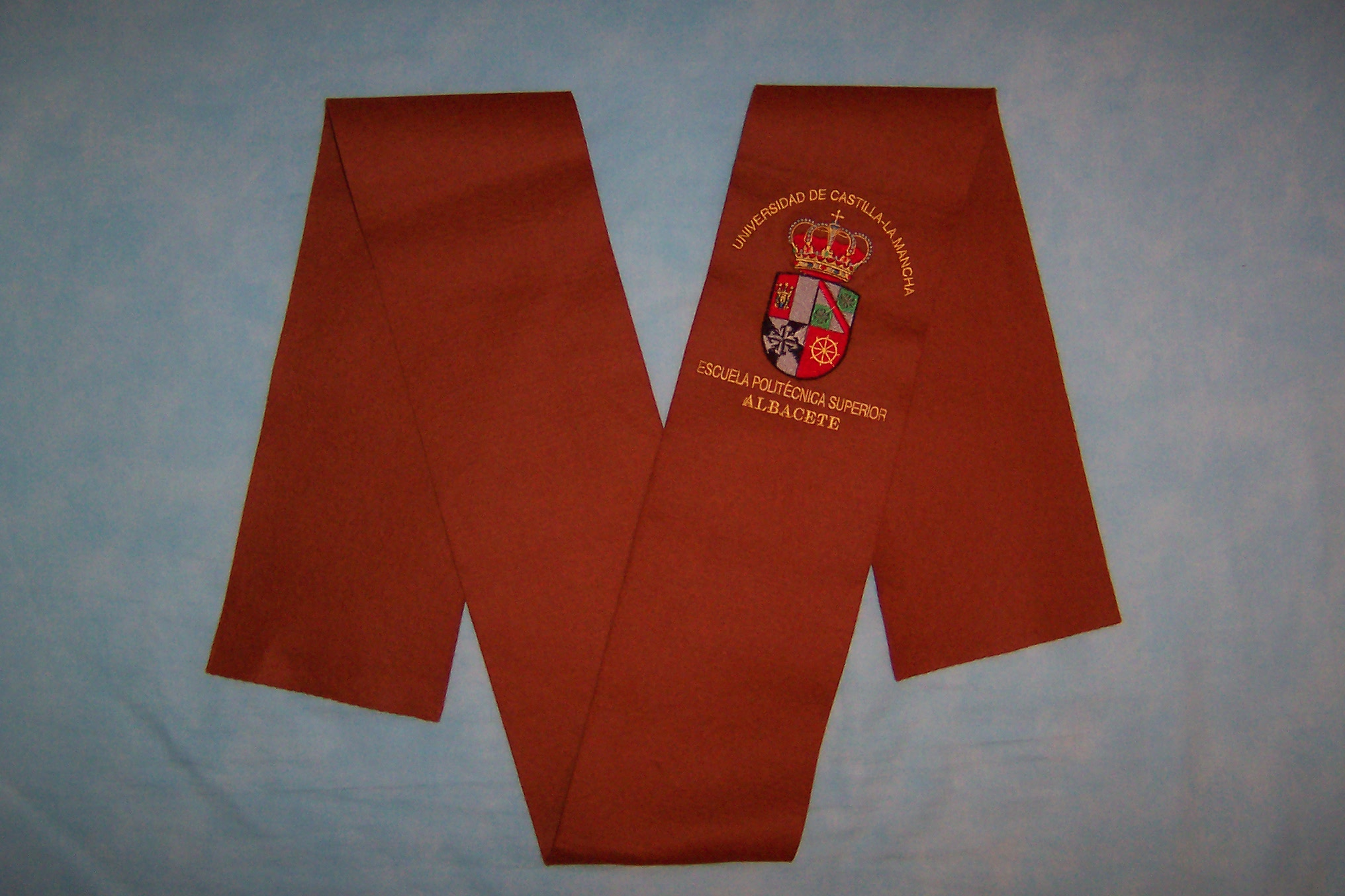
Beca de la Escuela Politécnica Superior de Albacete.

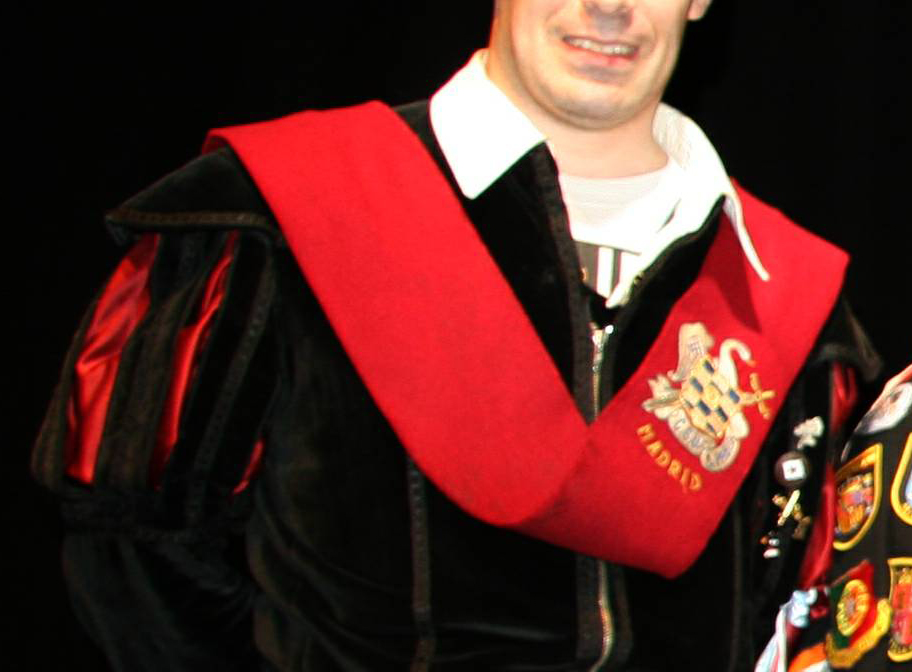
La beca de Droit de l'université San Pablo CEU de Madrid.

La couleur des becas correspond aux filières d'études :
- Rouge : droit
- Jaune : médecine
- Bleu ciel : humanités (philosophie, lettres...)
- Bleu de Cobalt : sciences
- Bleu de Cobalt : architecture (identique à Sciences)
- Vert : pédagogie et vétérinaire
- Orange : économie et entreprises
- Marron : ingénieurs
- Violet : pharmacie
- Violet : psychologie, et en un premier temps vieil or
- Blanc : beaux-arts et théologie
- Blanc : écoles d'architecture technique
- Gris de plomb : sciences de l'information
- Pourpre ou violet : université Complutense
- Rouge et blanc : magistrature
- Rouge et noir : experts
- Vert et blanc : ingénieurs en techniques agricoles de Séville

## Une tradition abandonnée: le bicorne avec sa cuillère

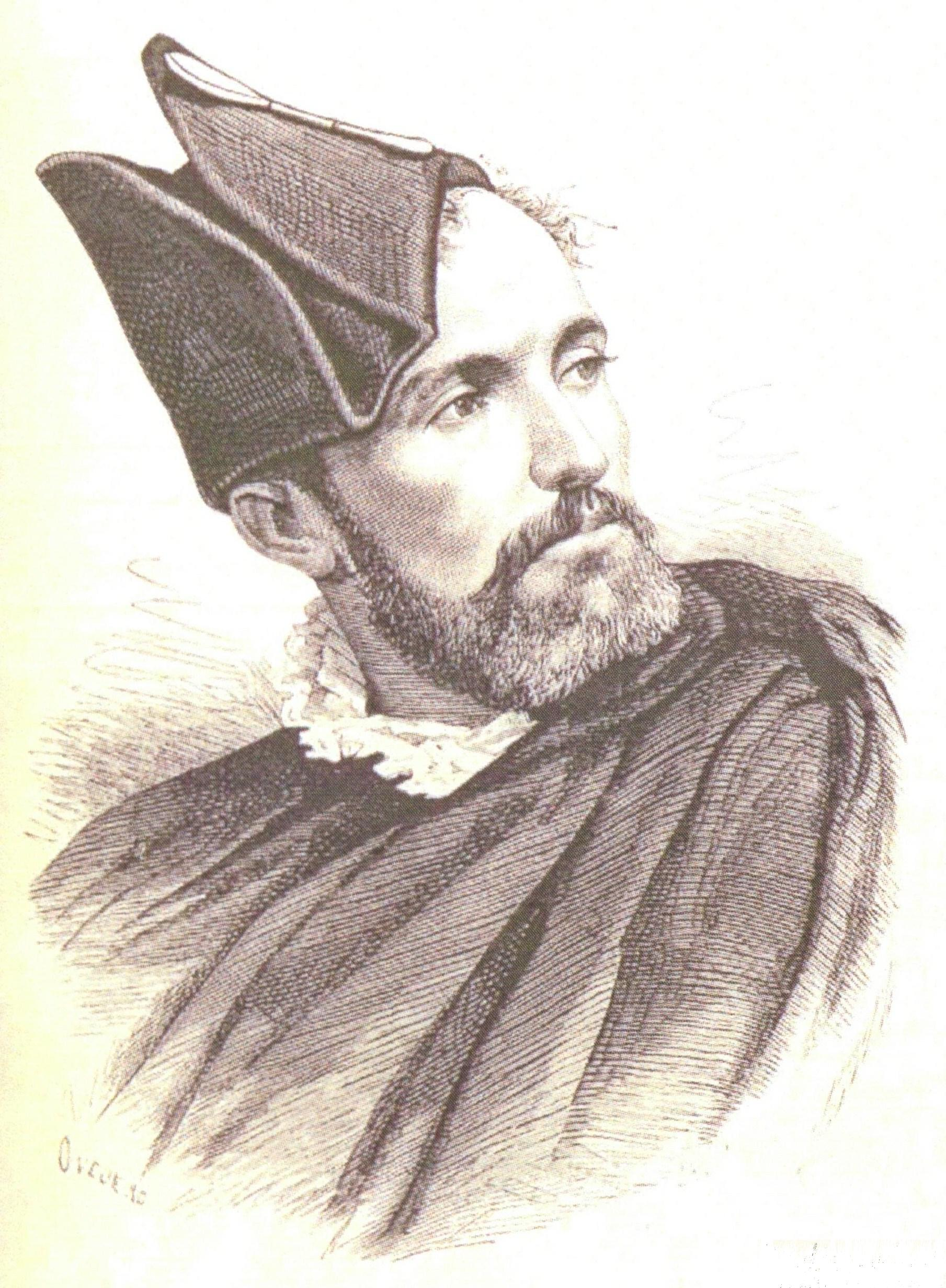
D. Ildefonso de Zabaleta, président de lEstudiantina Espagnola en 1878.

Les tenues traditionnelles étudiantes comportent généralement un chapeau caractéristique : Faluche, penne, calotte, stella, goliardo, etc.
Les tunos portaient également jadis un chapeau particulier : le bicornio (bicorne), avec accroché dessus la traditionnelle cuillère en buis. Elle n'était pas que décorative. Habitué à voyager, le membre d'une Estudiantina transportait ainsi et ne risquait pas d'oublier l'ustensile qu'il utilisait pour manger sa soupe.
En 1878, Clairville, goguettier parisien membre de la célèbre goguette du Caveau, parle de cet accessoire dans sa chanson L'Estudiantina, composée à la suite de la venue de l'Estudiantina Espagnola au Carnaval de Paris cette année-là :
Enfant de la vieille Castille,

Jadis, voyageant par troupeau,

L'étudiant, fils de famille,

En chantant une séguédille,

S'en allait, n'ayant pour drapeau

Qu'une cuillère à son chapeau.
La photo d'une Estudiantina Española féminine, prise à Bahia, au Brésil, en 1916, montre les vingt membres de celle-ci portant le bicorne avec la cuillère.
Les tunos sont à présent têtes nues.

## Instruments de musique
Il y a deux instruments de base. L'un est la guitare, l'autre est la pandereta (le tambourin).
S'ajoutent à ceux-ci l'utilisation d'autres instruments qui donnent à la musique des tunos des sonorités particulières aux régions où ils se produisent. Parmi ces instruments on rencontre le timple des îles Canaries et le charango. Sont aussi utilisés le cuatro, la bandurria, l'accordéon et la contrebasse pour augmenter la variété des sonorités.

## Étendard

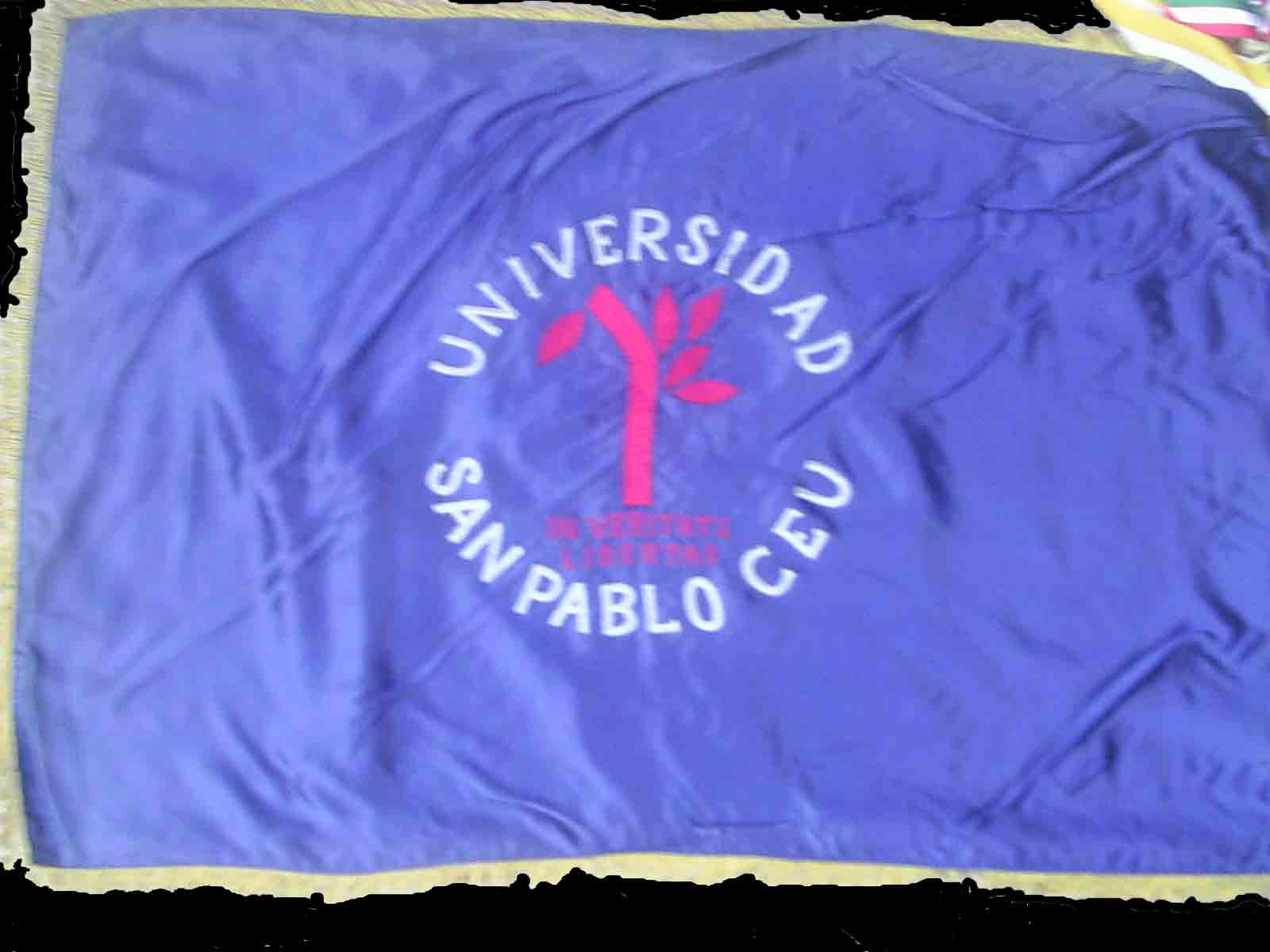
Avers de l'étendard de la Tuna de l'université San Pablo CEU de Madrid.

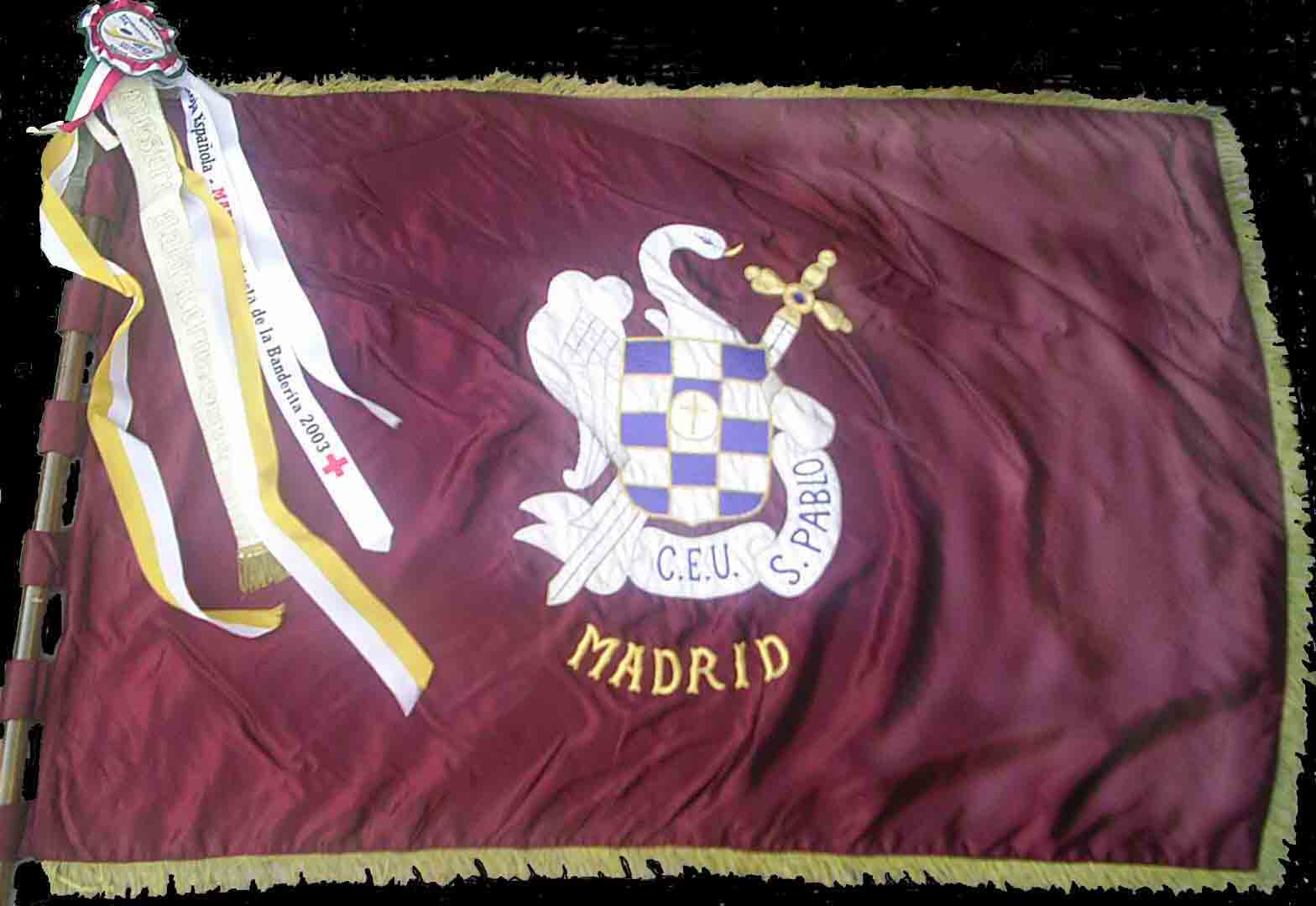
Revers de l'étendard de la Tuna de l'université San Pablo CEU de Madrid.

Comme beaucoup d'ensembles musicaux jouant en plein air, chaque tuna a son étendard.
Traditionnellement, l'avers porte l'emblème de l'université où se trouve la tuna. Il est placé au centre d'un fond uni de la couleur de l'université.
Le revers porte l'emblème de la tuna. Il est placé au centre d'un fond uni de la couleur de la tuna. Cette couleur est identique à celle de la beca de la tuna. Par exemple, si c'est une tuna de Droit, le fond est rouge.
Sur la hampe sont accrochés des rubans similaires à ceux portés sur leur tenue par les membres de la tuna dont cet étendard est l'emblème.
Il existe une règle très ancienne qui est censée être suivie avec cet étendard. Il ne doit pas se trouver au contact du sol, excepté en Terre sainte.

## La répartition des tunas
La répartition géographique des tunas suit historiquement les limites de l'ancien empire espagnol.
C'est pourquoi elle comprend les différentes régions de l'Espagne, le Portugal, l'Amérique latine, les Philippines et la partie des États-Unis mexicaine jusqu'à la guerre américano-mexicaine de 1847-1848.
Cette répartition est irrégulière. Dans les différentes régions de l'Espagne, au Portugal, au Mexique, au Pérou, en Bolivie, les tunas sont très nombreuses. Il est très difficile d'en trouver en Argentine. Au Chili, Valparaíso est réputée chez les étudiants être la ville traditionnelle des tunas. À Cuba, l'Estudiantina Invasora, fondée en 1927, perpétue les traditions musicales étudiantes cubaines.
De nombreuses tunas disposent de sites Internet, ainsi que des concours de tunas appelés certamenes. Grâce aux vidéos présentées, on peut voir et entendre ces groupes, s'imprégner de l'atmosphère joyeuse de leurs concerts.

## Tunas et mixité
À l'origine, les tunas sont exclusivement masculines. Ce qui va de pair avec le fait qu'à l'époque seuls les hommes ont la possibilité de devenir étudiants.
Certes, en 1916, il a bien existé une estudiantina féminine, créée dans l'émigration espagnole au Brésil. Mais on ne lui connaît pas d'équivalent durant plus de 60 ans[réf. nécessaire].
C'est seulement à partir du début des années 1980, quand les portes des universités s'ouvrent largement aux femmes, que des tunas mixtes ou entièrement féminines naissent et commencent à connaître un véritable développement. Ce phénomène nouveau, lié à l'émancipation féminine, rencontre alors la très vive réprobation des tunas masculines plutôt traditionalistes et machistes.
Cette résistance à la féminisation des tunas n'a pas empêché le nombre des tunas mixtes ou féminines d'augmenter. Parmi celles-ci, en 1996 est née à Saragosse la Tuna de Filosofia y Letras, tuna mixte de Philosophie et Lettres. Elle est la marraine de la tuna de Pau.
Cette dernière est également mixte, ce qui la prive, encore aujourd'hui, de nombreux contacts et quantité d'invitations à des Certamenes (concours) restés réservés aux tunas exclusivement masculines.

## La tradition des voyages

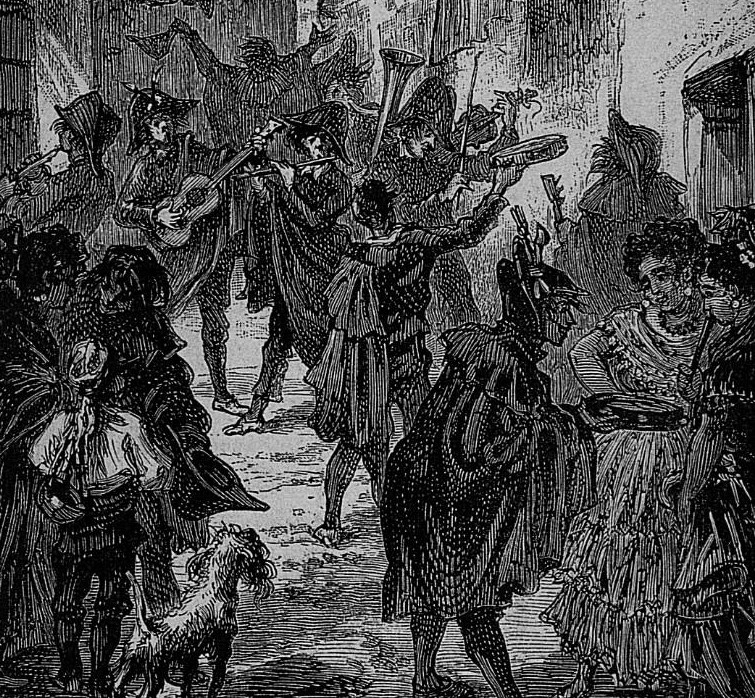
Une Estudiantina espagnole donne un concert dans la rue en 1875.

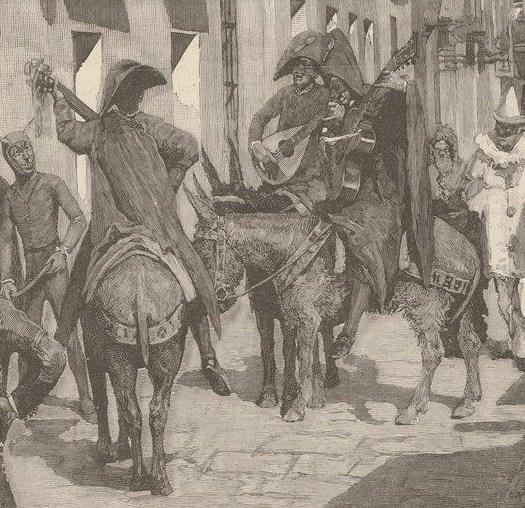
Trois tunos montés sur des ânes au Carnaval de Séville 1884.

Traditionnellement, les tunas voyagent beaucoup. Quelques exemples :
L'Estudiantina Espagnola, composée de 64 étudiants espagnols, reçoit un accueil triomphal à Paris le Mardi Gras 5 mars 1878. Deux jours plus tard, son concert place de l'Opéra attire une foule de 50 000 personnes. La qualité musicale de ce groupe est telle que La Voix des Écoles du 4 avril 1878 prétend que ces 64 étudiants seraient en fait une troupe espagnole d'artistes professionnels en tournée en France et déguisée en Estudiantina.
La musique entraînante des estudiantinas, sur des tempos rapides, leur assure une grande popularité en Europe. Ce qui fait qu'un de leurs groupes, l'Estudiantina Figueroa, est peu après invité à se produire à l'Exposition universelle de Paris qui a lieu du 1er mai au 30 octobre 1878. Il comprend sept joueurs de bandurria.
En 1960, Bruxelles est envahie par les tunas étudiantes espagnoles à l'occasion du mariage du roi Baudouin de Belgique avec Fabiola de Mora y Aragón qui est espagnole[réf. nécessaire].
La TunAmerica Universitaria de Porto Rico est venue à plusieurs reprises visiter la Repùblica étudiante de Coïmbra au Portugal.
Sur Internet on peut voir une vidéo montrant le voyage de la Tuna antigua de Grenade au Japon en 2009.
En 2010, la Tuna de Derecho (Tuna de droit) de Valladolid est invitée au Festival International de Folklore d'Issoire. En 2011, elle visite la Russie.

## Tuna et étudiants en médecine
Les étudiants en médecine occupent une place importante dans les tunas étudiantes. Traditionnellement on dit que pour créer une vraie tuna il faut qu'elle en compte un au minimum. Et que dans ce cas, il s'agit d'une tuna de médecine.

## Tunas et Corda Fratres

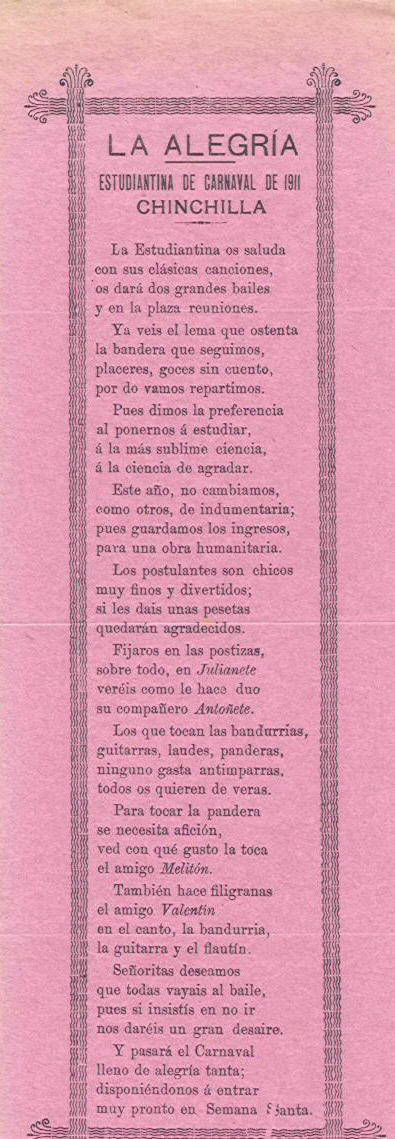
La Alegria : La Joie, texte diffusé par lEstudiantina de Chinchilla de Monte-Aragón à l'occasion du Carnaval 1911.

De 1898 à 1914, les tunas ont participé à la Corda Fratres, première organisation festive et fraternelle ni politique, ni religieuse, ni commerciale, rassemblant des dizaines de milliers d'étudiants du monde entier.
En 2006-2007, un appel de Basile Pachkoff à la renaissance de la Corda Fratres en lien avec la renaissance du Carnaval de Paris est entendu, en particulier par des tunas. Plusieurs d'entre elles manifestent leur désir de soutenir le projet de renaissance de la Corda Fratres en participant au Carnaval de Paris 2007. Mais les difficultés matérielles empêchent les participations projetées espagnoles, de Madrid et de médecine de Cadix et Cordoue, portugaises, notamment de Porto, chilienne de Valparaíso et colombienne (Tuna masculina de la Fundación Juan Nepomuceno Corpas de Bogota).
Vouloir venir faire la fête à Paris allait de soi pour ces joyeux groupes musicaux, comme la Tuna de medicina de Cadiz. Elle précise sur son site Internet que sa vie se caractérise par le fait qu'elle est triste, ennuyeuse et très saine, qu'on n'y fume, ni ne boit, ni ne drague et que surtout on est de très grand menteurs.

## La tuna dans certains pays

### L'expansion des tunas aux Pays-Bas
En 1964, à Eindhoven, un certain nombre d'étudiants à l'université technique d'Eindhoven ont trouvé une blague nouvelle pour le bizutage : les nouveaux étudiants devaient apprendre quelques chansons en espagnol pour faire la sérénade à une dame du monde à Eindhoven (éventuellement la dame en question était Mme Tromp, épouse à l'époque du directeur de Philips). Le groupe sérénade fut un succès et en 1964 les étudiants ont fondé la tuna Ciudad de la Luz (tuna de la Ville de Lumière, en référence à l'importance de Philips Lighting à Eindhoven). À partir de 1965 la tuna Ciudad de la Luz a été invité à Madrid régulièrement à l'occasion des certamenes (concours) par des tunas espagnols. En retour, la Ciudad de la Luz a commencé à inviter les tunas espagnols à Eindhoven en 1986. En 1986 leur certamene a été le premier jamais organisé hors d'Espagne. Depuis 1971, la tuna a son local propre Aalsterweg 171.
À partir d'Eindhoven la tradition de la tuna s'est propagée dans plusieurs autres universités aux Pays-Bas. Il existe actuellement sept tunas dans ce pays.
Deux féminines :
- la Tuniña à Eindhoven ;
- tuna Femenina Universitaria de Leiden à Leyde.

Trois masculines :
- tuna Ciudad de la Luz à Eindhoven ;
- tuna de la Ciudad Jarrera à Tilbourg ;
- tuna Universitaria de Maastricht à Maastricht.

Deux cuarentunas :
- Cuarentuna de Holanda (anciens étudiants de Ciudad de la Luz) ;
- tuna veterana de La Haya (anciens étudiants de La Haye).

### Tunas en Allemagne, France et Japon
Il existe en Allemagne une tuna à Gelsenkirchen organisée dans la communauté espagnole émigrée dans cette ville et en France deux tunas à Pau,. La Tuna « mixta » universitaire de l'UPPA (université de Pau et des Pays de l'Adour) existe depuis 1972. Dans les années 1960, une Tuna universitaire a existé au sein du département d'espagnol de l'université Toulouse-Le Mirail.
Il a existé une tuna au Japon, formée d'étudiants japonais.

### Tunas aux États-Unis
On trouve des tunas aux États-Unis, où résident beaucoup de personnes de culture espagnole. Par exemple, il existe plusieurs estudiantinas à Brownsville dans l'État du Texas.

## Tunas et ensembles de mandolines

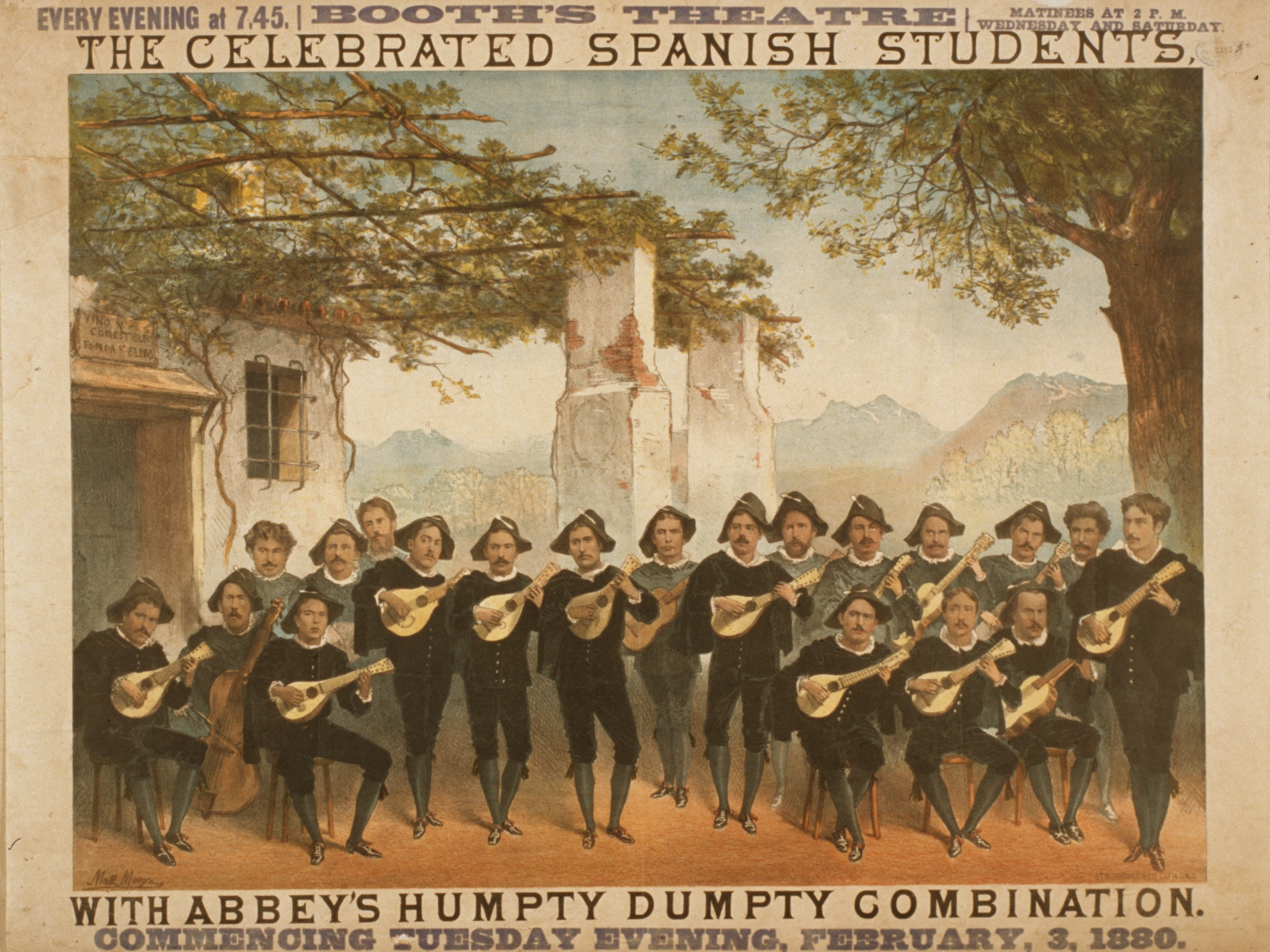
Publicité américaine pour le vaudeville de Henry Eugene Abbey Humpty Dumpty en 1880.

Il existe d'autres estudiantinas que les groupes musicaux chantant en s'accompagnant avec des guitares. Ces estudiantinas sont des orchestres à plectres, d'amateurs mixtes non costumés, jouant de la mandoline.
Expliquant le nom d'estudiantina porté aujourd'hui par quantité d'ensembles amateurs de mandolines, Ugo Orlandi écrit en 2010 dans Plectrum, Notiziario della Federazione Mandolinistica Italiana (Plectrum, Bulletin de la Fédération mandolinistique italienne) :
La raison de cette dénomination vient de la volonté de souligner l'origine historique, et probablement d'un point de vue socio-culturel la plus significative : celle constituée par le mouvement universitaire étudiant de la Tuna... À la base de la véritable explosion de la mode des Estudiantinas, de la péninsule Ibérique à la France, l'Angleterre, l'Italie, l'Allemagne, l'Amérique du Nord et l'Amérique du Sud, est l'énorme succès obtenu par un groupe d'étudiants madrilènes qui, à partir de 1879, décida d'entreprendre une tournée en Amérique sous le simple nom de Spanish students.
Ce groupe était celui de l' Estudiantina Figueroa qui s'était produit l'année d'avant à l'Exposition universelle de Paris. Henry Eugene Abbey, un imprésario d'Opéra, qui l'avait entendu jouer, eu l'idée de l'incorporer, en janvier 1880 à sa revue de vaudeville, nommée Humpty Dumpty, sous le nom de Spanish Students (les étudiants espagnols). Le succès fut foudroyant et la troupe se produisit pendant un an, dans des salles, à travers tous les États-Unis.
L'un des premiers spectateurs de cette tournée, Carlo Curti, comprit immédiatement que cette musique avait un extraordinaire potentiel de popularité. Il eut l'intuition que le public américain ne faisait pas bien la différence entre ces instruments exotiques qu'étaient le bandurria et la mandoline. Cette confusion était d'autant plus facile à faire que la bandurria, instrument beaucoup moins connu dans le monde que la mandoline, par son aspect et sa sonorité n'est pas sans rappeler cette dernière. Ce qui a valu à la bandurria d'être surnommée la mandoline espagnole.
Les bandurrias étaient rares à New York, mais on y trouvait quantité de mandolines et mandolinistes italiens. Carlo Curti constitua un ensemble de musiciens d'origine italienne, qui jouait de la guitare ou de la mandoline, qu'il baptisa The Original Spanish Students (les authentiques étudiants espagnols) et qui se produisit, pendant plusieurs années, un peu partout aux États-Unis. Certains des membres de la troupe s'établirent, au fil des tournées, dans diverses villes des États-Unis, tel Salvatore Pietro Factutar qui s'installa, en 1889, comme professeur à Milwaukee dans le Wisconsin pour y enseigner la mandoline. Il y créa un orchestre de mandolines toujours actif aujourd'hui.
Une conséquence des tournées aux États-Unis de la troupe The Original Spanish Students a été la naissance de la Mandoline country ou bluegrass.

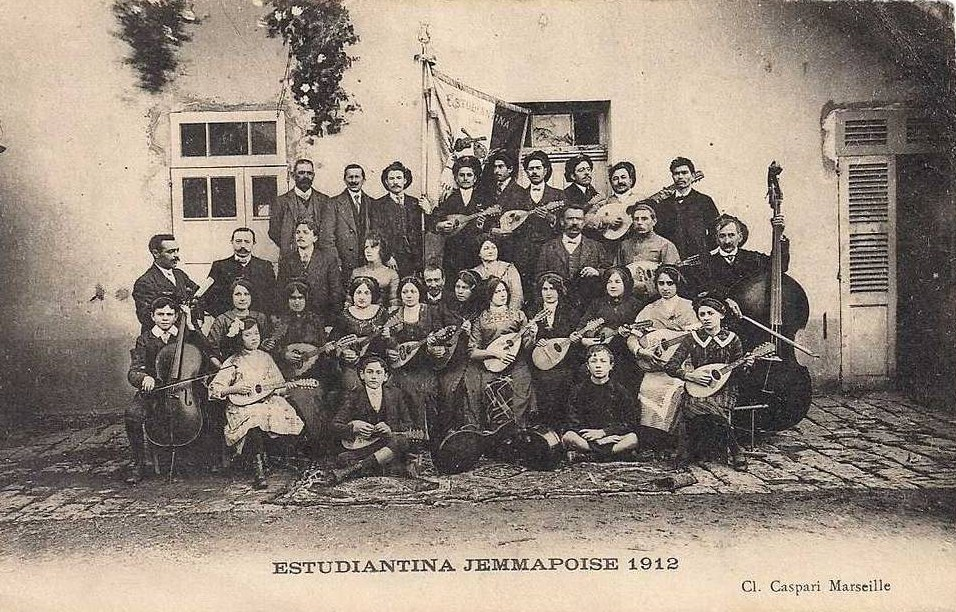
L’Estudiantina jemmapoise à Jemmapes en 1912.

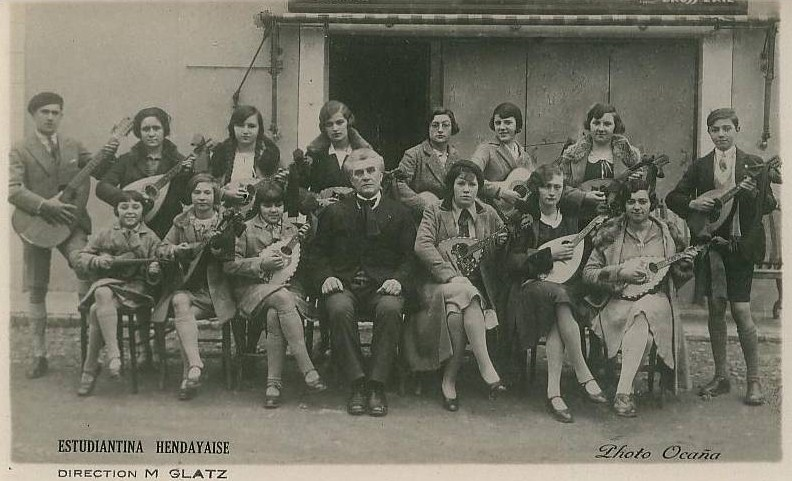
L’Estudiantina hendayaise à Hendaye.

Inspirés par les Estudiantinas universitaires naissent un grand nombre d'ensembles musicaux amateurs portant ce nom et jouant de la mandoline. Par exemple, en France : l’Estudiantina jemmapoise à Jemmapes, l’Estudiantina de Mayenne ; dans l'Empire allemand : la Société Estudiantina « Espérance » de Mulhouse, fondée en 1903, etc.
Sur des photos anciennes, on voit des estudiantinas, en référence à leurs inspirateurs, adopter des costumes proches de ceux des étudiants musiciens espagnols.
À Paris aussi est créée au moins une Estudiantina : L'Estudiantina du Comité des Fêtes de Paris, un ensemble de violons et mandolines, faisant partie du Comité des Fêtes de Paris et dirigé par Dubo. On voit la Reine de l'Estudiantina défiler dans le grand cortège de la Mi-Carême au Carnaval de Paris. C'est le cas en 1911, 1912, 1913 et sans doute aussi d'autres années. La légende de la carte postale la montrant en 1912 la présente simplement comme « L'Estudiantina ».
En 1924 à Anvers existe une estudiantina dont le nom en français fait référence aux célèbres chansons napolitaines : Koninklijke Estudiantina « La Napolitaine » : Estudiantina royale « La Napolitaine ».
L'influence des estudiantinas a aussi marqué Smyrne, où existait au début du XXe siècle l'orchestre de mandolines de l’Estudiantina smyrniote, dirigée par Vassílios Sidéris. Dans cet ensemble, plus connu sous le nom de ta politakia, le compositeur Panayótis Toúndas commença son apprentissage de la musique.
La tradition musicale de ces estudiantinas se poursuit aujourd'hui, avec par exemple, en Belgique : le Cercle Royal des Mandolinistes Estudiantina de Mons, fondé en 1912 ; en France : l' Estudiantina Albigeoise à Albi, fondée en 1930, l' Estudiantina d'Annecy, fondée en 1904, l' Estudiantina de Roanne, fondée en 1924 ; en Grèce : l' Estudiantina (el) à Néa Ionía ; en Italie : l' Estudiantina Ensemble Bergamo, ensemble mixte de mandolines et guitares, à Bergame, etc.
L'Estudiantina bayonnaise, fondée dans les années 1950, a été très connue dans sa ville de Bayonne et bien au-delà. Elle a disparu dans les années 1980 au moment de la retraite de son chef et fondateur Alfred Darizcuren.
Chez les étudiants français, en matière de pratique musicale festive, la vogue des estudiantinas n'a pas pris. Influencés par la mode des fanfares, ils ont développé à partir des années 1940 des fanfares, dites des Beaux-Arts, jouant sur des cuivres. Cette tradition est toujours vivace.

## Tunas et compositions musicales
Les compositeurs de musique ont été inspirés par la tradition des estudiantinas.
C'est le cas, entre autres, de Paul Lacôme qui a composé le duo pour voix égales Estudiantina. Duo qui a inspiré en 1883 à Émile Waldteufel sa valse Estudiantina opus 191.
C'est aussi le cas de Joaquín Rodrigo, dont le premier mouvement, Estudiantina, du Concierto Serenata pour harpe et orchestre, écrit en 1952, évoque une estudiantina se promenant dans la rue.
La tuna a aussi inspiré les chanteurs. Parmi ceux-ci, Antonio Molina, qui lance en Espagne en 1962 son grand succès Estudiantina de Madrid, paroles de San Julián, musique de R. Freire.

### Documentation
- Une collection de musiques de tunas
- (es) Histoire et musiques des tunas

### Filmographie
- La Tuna en images depuis 1870 jusqu'à 1970.